# 16 frimaire
16 brumaire 16 nivôse
Le sextidi 16 frimaire, officiellement dénommé jour de l'ajonc, est le 76e jour de l'année du calendrier républicain.
C'était généralement le 6e jour du mois de décembre dans le calendrier grégorien.